# Старт і політ до Місяця «Аполлона-15»
«Аполло́н-15» стартував з космодрому Космічного центру імені Кеннеді у Флориді 26 липня 1971 року в 13:34 UTC. Після приблизно півтора витків навколо Землі астронавти Девід Скотт (командир екіпажу), Альфред Уорден (пілот командного модуля) та Джеймс Ірвін (пілот місячного модуля), увімкнувши двигун третього ступеня, перевели корабель на траєкторію польоту до Місяця. Дорога туди зайняла трохи більше трьох діб (78,5 години).
Командний модуль корабля «Індевор» (англ. Endeavour — «наснажене стремління») був названий на честь парусника, на якому британський дослідник та першовідкривач Джеймс Кук здійснив свою першу навколосвітню подорож в 1768—1771 роках. Місячний модуль отримав позивні «Фа́лкон» (англ. Falcon — сокіл).
Під час польоту відбувся цілий ряд відмов техніки: коротке замикання в одному з контурів системи керування основним двигуном, розбите скло висотоміра у місячному модулі, протікання з бака із питною водою в командному модулі та інші, але вони не вплинули на результати місії. На четвертий день польоту, 29 липня 1971 року, «Аполлон-15» вийшов на орбіту навколо Місяця. 30 липня Девід Скотт та Джеймс Ірвін здійснили четверту в історії посадку пілотованого космічного корабля на його поверхню на південно-східній окраїні Моря Дощів, біля відрогів Апеннін.

## Особливості місії
«Аполлон-15» став дев'ятим пілотованим космічним кораблем у рамках програми «Аполлон», на якому американські астронавти здійснили сьомий політ до Місяця. Він став першою із трьох так званих Джей-місій (англ. J-mission). Джей-місії передбачали більший, ніж раніше, акцент на наукових дослідженнях місячної поверхні та навколомісячного простору, збільшували тривалість перебування астронавтів на Місяці до трьох діб та вперше дозволили використати транспортний засіб, місячний автомобіль («Місячний Ровер»). Найзначнішим нововведенням була установка в службовому відсіку корабля модуля наукових приладів (англ. Scientific Instruments Module). Його апаратура та фотокамери протягом декількох днів вивчали Місяць з орбіти. У модулі наукових приладів розташовувався і невеликий штучний супутник, який був запущений ближче до кінця місії.
Щоб виконати покладені на нього завдання, «Аполлон-15» повинен був доставити до Місяця на 1815 кг корисного вантажу більше, ніж «Аполлон-14». Ця маса складалася з мас «Місячного Ровера» (близько 209 кг), додаткового наукового обладнання та витратних матеріалів (кисню, води, продуктів харчування). Зниження висоти навколоземної орбіти очікування (перед переходом на траєкторію польоту до Місяця) зі 185 км до приблизно 170 км дозволило збільшити корисне навантаження. Діапазон азимута при зльоті був змінений з 72—96° до 80—100°. Довелося також скоротити резерви палива, а на першому ступені (S-IC) ракети-носія (РН) «Сатурн V» вдвічі (з восьми до чотирьох) зменшити кількість гальмівних ракетних двигунів (для відведення першого ступеня від другого).
Для збільшення терміну перебування астронавтів на Місяці на посадковому ступені місячного модуля були змонтовані другий бак із водою та другий бак із газоподібним киснем, а також додаткова термоізоляція. Вантажні відсіки посадкового ступеня були перепрофільовані. Перший відсік (справа від драбини, якщо дивитися на місячний модуль) призначений для транспортування «Місячного Ровера». Раніше в ньому розташовувалися парасольна короткохвильова антена та лазерний відбивач. Вантажопідйомність 4-го відсіку (зліва від драбини), призначеного для транспортування наукового обладнання, була збільшена з 91 кг (у «Аполлона-14») до 272 кг. На 8,5 см збільшені розміри паливних баків посадкового ступеня, що підвищило їхню місткість на 521 кг.
Це продовжило час зависання місячного модуля перед посадкою до 157 с (у «Аполлона-14» було 140 с).

## Старт і вихід на орбіту Землі

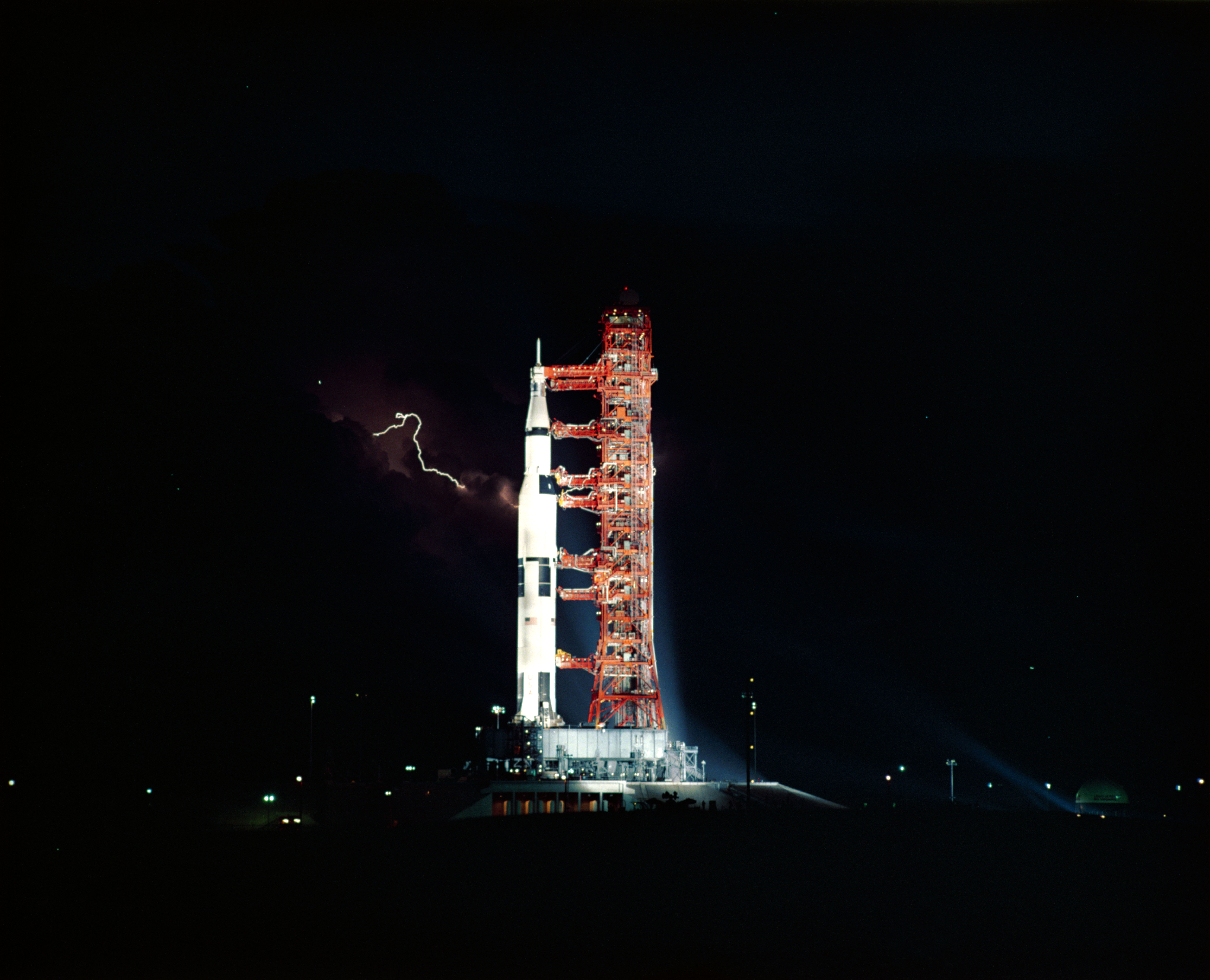
«Аполлон-15» на стартовому майданчику у липні 1971 року. Блискавка вдарила на віддалі, не влучивши в корабель

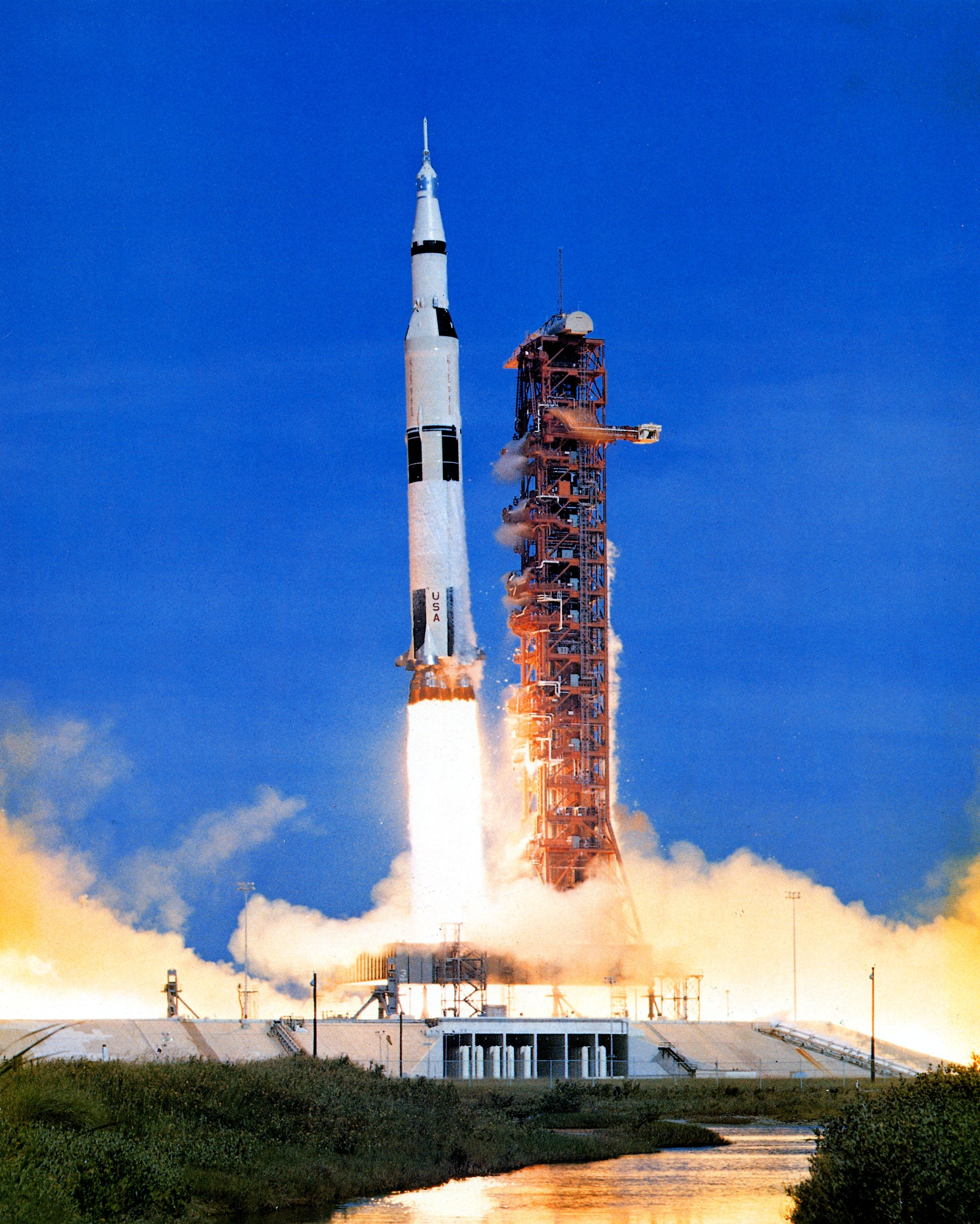
Старт «Аполлона-15»

Протягом місяця, що передував дню запланованого запуску, над космічнийм центром імені Кеннеді кілька разів вирували грози. Блискавки чотири рази влучали в наземні конструкції стартового майданчика 39-А, але вони не пошкодили ні ракету-носій, ні космічний корабель. У день запуску, 26 липня 1971 року, у Флориді була сонячна, практично безхмарна погода.
О 4 годині 19 хвилин ранку за Північноамериканським східним часом, за 5 годин 15 хвилин до старту, Девід Скотт, Альфред Уорден та Джеймс Ірвін були розбуджені своїм босом, замісником директора НАСА по підготовці екіпажів Дональдом Слейтоном. Після медогляду, який підтвердив відмінний стан здоров'я астронавтів, вони поснідали в компанії Слейтона і своїх колег із дублюючого екіпажу та команди підтримки. Одразу після сніданку Скотт, Ворден та Ірвін одягнули скафандри та поїхали на стартовий майданчик. За дві з половиною години до запуску вони зайняли свої місця в кабіні космічного корабля.
Старт «Аполлона-15» відбувся о 13:34 UTC 26 липня 1971 року, всього на 0,187 с пізніше графіка. Через 1,35 с після старту корабель здійснив маневр відхилення від вертикалі на 1,25° в бік, протилежний від башти обслуговування, для того, щоб випадковий порив вітру не призвів до торкання ракети-носія з баштою. Через 9 с після старту, коли башта обслуговування залишилася внизу, ракета повернулася до вертикального положення. Через 13 с корабель почав маневр по крену (поворот навколо поздовжньої осі), а після його завершення, через 27 с після старту, почав відпрацьовуватися маневр по тангажу для того, щоб почати формувати траєкторію виходу на орбіту штучного супутника Землі, яка лежить у площині з азимутом 88,088°. Через 2 хв 41 с після старту, на висоті близько 70 км над Землею відбулося розділення першого (S-IC) та другого (S-II) ступенів РН. Процес розділення першого та другого ступенів «Аполлона-15» відбувався не так, як у інших «Аполлонів». На скиданому перехідному відсіку між першим та другим ступенями «Аполлона-15» не було жодного ракетного двигуна твердого палива (РДТП) для усадки палива в баках другого ступеня (з «Аполлона-8» по «Аполлон-14» включно їх було чотири). Крім того, замість 8 гальмівних РДТП, як на попередніх РН «Сатурн V», на першому ступені «Аполлона-15» було тільки 4 гальмівних РДТП. Всі ці двигуни були прибрані для зменшення маси корабля та збільшення корисного навантаження. У результаті розділення ступенів відбулося не зовсім так, як розраховували конструктори. Після вимкнення за командою РРД F-1 першого ступеня їхня тяга дуже швидко зменшилася до 2 %, але в результаті «імпульсу післядії» вона упала до нуля тільки через 4 с після цього. При цьому прискорення, надане порожньому та легкому першому ступеню, виявилося більшим від розрахункового. Відстань між ступенями при запуску двигунів другого ступеня була меншою від очікуваної, і струмені розжарених газів спалили телеметричну апаратуру, встановлену у верхній частині першого ступеня. За результатами післяпольотного аналізу, з метою мінімізації ризиків, у решті польотів було вирішено повернутися до попередньої конфігурації гальмівних ракетних двигунів — вісім, а не чотири.
На початку 6-ї хвилини польоту, на висоті 163 км, корабель летів уже практично горизонтально, набираючи необхідну орбітальну швидкість 7,8 км/с. Приблизно через 6 з половиною хвилин після старту «Аполлон-15» досягнув висоти 174,9 км, його швидкість виросла до 4,57 км/с. Він уже перебував вище розрахункової орбіти, тому протягом кількох наступних хвилин повинен був летіти «носом вниз». Після 9 хв 9 с польоту були вимкнені двигуни другого ступеня, через 1 с після цього третій ступінь (S-IVB) відділився від другого, і ще через 0,1 с спрацювало запалювання єдиного двигуна (J-2) третього ступеня. Через 11 хв 34 с після старту за командою бортового комп'ютера був вимкнутий двигун третього ступеня, «Аполлон-15» вийшов на розрахункову опорну орбіту (з апогеєм 171,3 км та перигеєм 169,5 км) для наступного переходу на траєкторію польоту до Місяця. Двигун відпрацював на 3,8 с менше розрахункового часу, оскільки тяга, розвинута всіма трьома ступенями, виявилася трохи більшою від очікуваної. Екіпаж вперше за час місії опинився в стані невагомості, після того як під час зльоту перевантаження досягали 4g. Коли «Аполлон-15» вийшов на навколоземну орбіту, його ніс виявився на 18° нахилений вниз, до Землі. У попередніх польотах, на вищих орбітах очікування, цей нахил був меншим, у межах від 6° до 10°. Двигуни системи орієнтації третього ступеня вирівняли корабель, перевівши його в горизонтальне положення відносно земної поверхні. Маневр повороту був здійснений на швидкості 0,3° за секунду. E результаті нього в баці з рідким киснем, який був ще заповнений майже на 3/4, утворилася хвиля, і 220 кг рідкого кисню були втрачені через клапан, спеціально відкритий перед маневром. Для мінімізації цих втрат у ході наступних місій цей поворот робився повільніше, зі швидкістю 0,14° за секунду.
Астронавти зайнялися перевіркою всіх систем корабля перед вмиканням двигуна третього ступеня і переходом на траєкторію польоту до Місяця. Вже на першому витку вони почали виконувати наукову програму «Аполлона-15», зробивши декілька знімків Землі на камеру із об'єктивом, прозорим для ультрафіолетових променів, через один з ілюмінаторів «Індевора», виготовлений із кварцу. При цьому у них був і час помилуватися видами Землі з орбіти. Адаптація до невагомості у всіх трьох відбувалася нормально. Скотт, як ветеран двох космічних польотів, радив колегам спочатку якнайменше рухатися. І Скотт, і Ворден, і Ірвін відмічали під час післяпольотного опитування, що у них було відчуття деякої важкості в голові, але ніяких неприємних або болісних відчуттів не було. Скотт вважав це наслідком дуже інтенсивних тренувань на літаках T-38, коли астронавти виконували пілотажні програми, насичені складними фігурами вищого пілотажу. Однак, Ірвін ще визнав, що у нього були легкі запаморочення, які продовжувалися протягом перших трьох днів.

## Старт до Місяця і перший день польоту
Через 2 години 50 хвилин і 1 секунду після старту з Землі, на другому витку, у районі Гавайських островів двигун третього ступеня «Аполлона-15» був знову увімкнений. Він відпрацював 5 хв 51 с і розігнав корабель до швидкості 10,827 км/с. «Аполлон-15» перейшов на траєкторію польоту до Місяця. Приблизно через 26 хвилин після цього астронавти почали маневр перестроювання відсіків та стикування командно-службового модуля з місячним модулем, який розташовувався у верхній частині третього ступеня. Перед початком маневру «Аполлон-15» перебував уже на відстані 6767 км від Землі, а його швидкість під дією земної гравітації впала до 7,674 км/с. Альфред Ворден, пілот командного модуля, пересівши в ліве, командирське крісло, у ручному режимі за допомогою двигунів системи орієнтації відвів «Індевор» від третього ступеня та здійснив переворот корабля на 180° зі швидкістю 2° за секунду. Для зближення він на 4 с увімкнув двигуни орієнтації.
У момент стикування швидкість зближення «Індевора» та «Фалкона» становила 0,03 м/с. Після першого торкання захоплення не відбулося, і тоді Ворден ще на 1—2 с увімкнув двигуни системи орієнтації. Командно-службовий та Місячний модулі зістикувалися. Джеймс Ірвін знімав процес зближення та стикування на кольорову телекамеру, зображення напряму транслювалося на Землю. Після стикування та стягування було проведено наддування перехідного тунелю та кабіни «Фалкона» киснем із кабіни командного модуля. Для цього був відкритий клапан вирівнювання тиску, розташований у центрі переднього люка «Індевора» (такий самий клапан у верхньому люку місячного модуля був спеціально залишений відкритим ще при збірці на Землі). Коли тиск вирівнявся, Ворден відкрив люк «Індевора» та перевірив 12 автоматичних стикувальних замків. Один із них не защепнувся, його довелося закрити вручну. Ворден також з'єднав два кабелі всередині тунелю, об'єднавши електросистеми командно-службового та місячного модулів, і закрив люк. Після спрацювання чотирьох піроболтів, за допомогою яких місячний модуль кріпився до третього ступеня, пружини відштовхнули від нього два зістикованих корабля зі швидкістю 0,25 м/с. Вмикання двигунів системи орієнтації службового модуля додало до цієї швидкості ще 0,12 м/с. Перестроювання, стикування та відхід від третього ступеня тривали трохи менше години.
Коли «Індевор» та «Фалкон» відійшли на відстань приблизно 150 м, третій ступінь, за командою із Землі, був трохи повернутий і був увімкнутий його двигун, щоб відвести його ще далі. Через три дня, приблизно через годину після того, як «Аполлон-15» вийде на навколомісячну орбіту, він на величезній швидкості вріжеться у поверхню Місяця. Ще під час наддування кабіни місячного модуля Скотт помітив та доповів на Землю, що на панелі управління горить індикатор, який показує, що відкриті паливні клапани маршового двигуна службового модуля і що, відповідно, двигун працює, хоча було очевидно, що він ніяк не міг працювати — всі перемикачі були вимкнені. Можна було припустити, що причиною цього є коротке замикання, але було зовсім незрозуміло, де воно відбулося, і як із цією проблемою впоратися. Десятки інженерів на Землі почали мозковий штурм, щоб знайти вихід із цього становища. Майже через шість годин після доповіді Скотта про індикатор у Центрі керування космічними польотами в Х'юстоні виробили процедуру локалізації несправності. Астронавтів попросили послідовно поперемикати перемикачі, які відкривали та закривали паливні клапани основного двигуна командно-службового модуля, потримати їх у середньому положенні, коли ніякого контакту бути не повинно, і навіть постукати пальцями по панелі. Ці дії виявили коротке замикання в перемикачі, що керував приводами відкриття та закриття паливних клапанів контуру «А» основного двигуна. З контуром «В» все було нормально (всі системи в кораблях серії «Аполлон» з міркувань безпеки були дубльовані, паливні клапани в контурах «А» та «В» були незалежними один від одного). Було вирішено відмовитися від першої з чотирьох запланованих на час польоту до Місяця корекції траєкторії. Перша корекція повинна була виконуватися за допомогою двигунів системи орієнтації. Відмова від неї давала можливість наступного дня вперше випробувати маршовий двигун. Залишилось тільки виробити особливу процедуру його вмикання, при якій виявлене коротке замикання не могло б приводити до передчасного вмикання або вимикання двигуна. Наприкінці першого дня польоту астронавти перевели корабель у повільне обертання навколо поздовжньої осі (так званий режим пасивного термічного контролю — англ. Passive Thermal Control, або у побуті — «режим барбекю») зі швидкістю 0,375° за секунду для того, щоб сонячне тепло рівномірно розподілялося по поверхні. При такому обертанні «Аполлон-15» здійснював повний оберт навколо власної осі приблизно за 16 хвилин. Майже через 15 годин після старту астронавти почали вкладатися спати. До цього часу вони пролетіли вже понад 125 000 км, швидкість корабля впала до 2,131 км/с.

## Другий день польоту

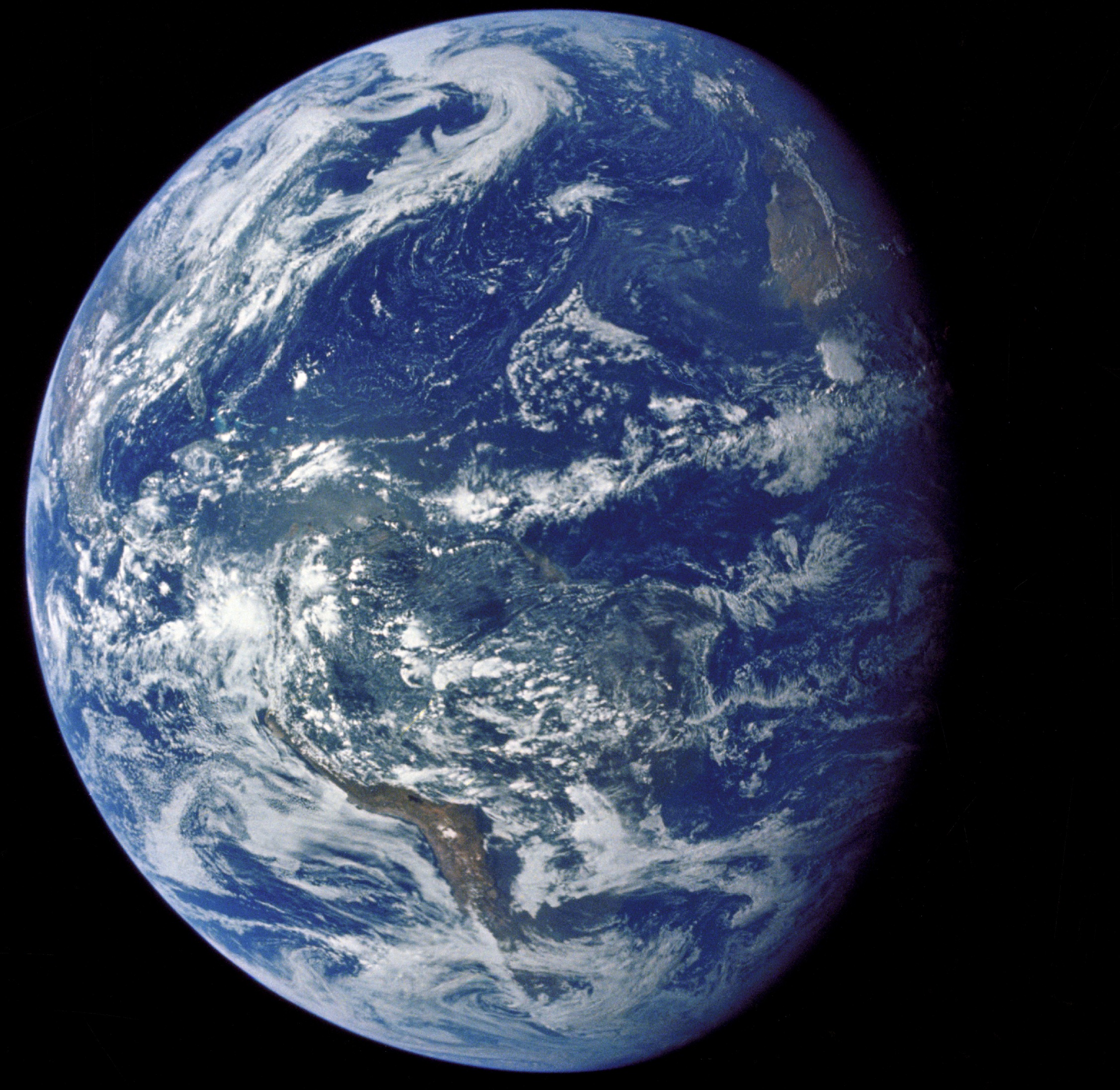
Знімок Землі, зроблений екіпажем «Аполлона-15» 26 липня 1971 року під час польоту до Місяця з відстані приблизно 55 000 км від Землі. У центрі і далі до лівого краю диска видно Південну Америку. Зверху — Центральна Америка. Від неї трохи нижче і правіше — Мексиканська затока та півострів Флорида. Зверху справа — Північна Америка. Справа — гігантський шторм у Північній Атлантиці. Знизу справа видно узбережжя Західної Європи та північно-західної частини Африки

У першу ніч у космосі Х'юстон дав астронавтам відпочити понад 10 годин і зранку не поспішав їх будити, вони самі вийшли на зв'язок. Астронавти записали цілий ряд оновлень польотного плану та прослухали коротке зведення новин. Потім їм пояснили послідовність дій до і під час майбутнього вмикання маршового двигуна. Остаточним виробленням рекомендацій на діючій тренувальній моделі Командно-службового модуля в Х'юстоні займалася група інженерів та астронавтів на чолі з командиром дублюючого екіпажу Річардом Гордоном. О 28 год 40 хв і 22,5 с польотного часу маршовий двигун був увімкнений у ручному режимі на 0,7 с, що збільшило швидкість корабля на 1,62 м/с. Це дало змогу відмовитися від раніше запланованих другої та третьої корекцій траєкторії. Увімкнення маршового двигуна командно-службового модуля стало і його першим випробуванням, яке показало, що коротке замикання в перемикачі може призвести до запалювання у двигуні, тільки якщо контур «А» перебуває під напругою. З цього було зроблено висновок, що для коротких вмикань двигуна можна використовувати тільки контур «В», а для триваліших — обидва контури, але контур «А» при цьому слід підключати в ручному режимі через кілька секунд після запалювання і так само вимикати його вручну за кілька секунд до автоматичного вимикання двигуна. Після польоту в цьому перемикачі було виявлено маленький шматочок дроту довжиною 1,4 мм, який і викликав коротке замикання.
На цей самий день була запланована інспекція місячного модуля, у попередніх експедиціях астронавти вперше оглядали та тестували системи місячного корабля на добу пізніше. Скотт, Ворден та Ірвін спочатку стравили кисень із кабіни «Фалкона», видаляючи таким чином можливі забруднення, і наповнили її свіжим киснем з командного модуля. За декілька хвилин до переходу Скотта та Ірвіна в місячний модуль в одному з контурів системи енергозабезпечення командного модуля відбувся збій, загорівся попереджувальний індикатор на головній панелі управління. Одночасно відбувся нетривалий збій на лінії зв'язку. Як невдовзі з'ясувалося, обидві події не були пов'язані одна з одною та просто випадково збіглися в часі.
На станції дальнього космічного зв'язку в Голдстоуні, у Каліфорнії вийшов з ладу один із підсилювачів. А в «Індеворі» згасли таймер польотного часу в нижньому відсіку обладнання, індикатори виконуваних програм на дисплеї комп'ютера також у нижньому відсіку обладнання і підсвітка деяких індикаторів на головній панелі управління.
Все це не було критичним і не було небезпечним, але до кінця місії завдавало астронавтам деяких незручностей. Як виявилося після польоту, причиною стало коротке замикання в конденсаторі таймера польотного часу. Першим у місячний модуль перейшов Джеймс Ірвін, за ним Девід Скотт, туди ж трохи просунувся і Альфред Ворден, який тримав у руках телекамеру та вів телетрансляцію. Астронавти одразу виявили, що на приладі, який вимірює висоту і швидкість зниження під час посадки та відстань і швидкість зближення перед стикуванням, розбите зовнішнє скло. Спостерігачі на Землі також бачили на екранах телемоніторів, що по кабіні корабля літають якісь частинки, що відбивають сонячне світло. Декілька осколків, за словами Скотта, були крупними, розміром близько 2—2,5 см, але більшість не перевищували 1 мм у поперечнику. Вони могли потрапити в очі та дихальні шляхи. Астронавти увімкнули систему кондиціонування повітря. Більшу частину осколків притягнуло до фільтра витяжки, де Скотт та Ірвін зібрали їх клейкою стрічкою. Пізніше вони ретельно пропилососили кабіну.
Астронавти перевірили всі перемикачі на панелі управління «Фалкона», переконавшись, що вони перебувають у тих положеннях, у яких їх встановили до старту. Були протестовані системи електропостачання, забезпечення життєдіяльності та зв'язку. Телетрансляція продовжувалася 49 хвилин. Скотт та Ірвін пропрацювали в місячному модулі близько 2 годин 40 хвилин. Коли Х'юстон побажав астронавтам на добраніч, минуло майже рівно 40 годин польотного часу. «Аполлон-15» перебував уже у 263 000 км від Землі, його швидкість зменшилася до 1,224 км/с.

## Третій день польоту
Астронавти відпочивали 9 годин, вранці третього дня польоту Х'юстон розбудив їх на годину пізніше, тому що напередодні вони на стільки ж пізніше лягли. Невдовзі після сніданку Девід Скотт, Альфред Уорден та Джеймс Ірвін провели експеримент по спостереженню візуальних спалахів (фосфенів). Більшість членів попередніх екіпажів, хоча і не всі, доповідали про яскраві спалахи, які вони спостерігали, коли закривали очі.
Астронавти «Аполлона-15», лежачи у своїх кріслах та повернувши голови в одному напрямку, наділи на очі світлонепроникні пов'язки. Ілюмінатори були закриті шторками, освітлення в кабіні вимкнено. Експеримент тривав майже годину. Причому, перші 9 хвилин ніхто не бачив жодного спалаху. Х'юстон навіть засумнівався, чи не задрімали астронавти, та окликнув їх. Коли спалахи почалися, Скотт, Ворден та Ірвін реєстрували кожен вголос, повідомляючи колір, тривалість та місце його появи. Все це записувалося на магнітофон. Скотт зафіксував 23 спалахи, Ворден — 25, Ірвін — 12. Одні реєструвалися всіма астронавтами одночасно. Інші спостерігалися ними окремо. Більшість спалахів виглядали як світлі точки, і лише деякі — як світлі смуги. Вчені зробили висновок, що спалахи були викликані космічними променями високих енергії, які проходили через очі астронавтів або через зорові центри у мозку.
Потім Скотт і Ірвін ще раз перейшли в місячний модуль для остаточної перевірки усіх систем та повторного прибирання. За словами Скотта, вони знайшли ще досить багато осколків скла. Один із них мав розміри майже 1 см. Після цього астронавти ще раз ретельно пропилососили всю кабіну «Фалкона» і навіть залишили пилосос увімкненим, доки займалися іншими справами. Перед вечерею оператор зв'язку в Х'юстоні Карл Хенайз у розмові зі Скоттом відмітив, яким спокійним був вечір, та поцікавився, що в астронавтів у меню. Через 5 хвилин Скотт, який збирався почати щовечірню процедуру хлорування води у питному баці в нижньому відсіку обладнання, доповів, що у них теча. У невагомості вода зібралася поряд із краном у доволі велику кулю, яка швидко збільшувалася. Кран був закритим, і було незрозуміло, де теча, тому що все навколо було мокрим. На Землі почався черговий мозковий штурм. Через 15 хвилин астронавтам розповіли, що і як потрібно робити. Виявилося, що на Землі перед самим польотом була аналогічна теча на тренажері, і один із техніків навіть встиг написати інструкцію по її усуненню, але астронавтам тоді ніхто про це не розповів. З допомогою двох ключів Скотт швидко затягнув розбовтане з'єднання в системі хлорування води, і теча припинилася. Витеклу воду астронавти зібрали рушниками, які відправили сушитися у перехідний тунель. Приблизно через півтори години після того, як Скотт, Ворден та Ірвін вляглися спати, «Аполлон-15» перетнув невидиму границю, за якою місячна гравітація стала більшою від земної. У цей момент він перебував на відстані 353 374 км від Землі, швидкість корабля впала до 0,893 км/с. Надалі вона почала збільшуватися, а всі польотні дані в Центрі управління польотами в Х'юстоні були переведені в значення відносно Місяця, а не Землі, як було до цього.

## Четвертий день польоту та вихід на орбіту Місяця
29 липня, приблизно через 2 години 20 хвилин після підйому, астронавти одягнули скафандри, але поки що без шоломів та рукавиць. На підльоті до Місяця їм потрібно було скинути двері, які закривали відсік наукових приладів на службовому модулі. Така операція раніше на «Аполлонах» не проводилася, тому з міркувань безпеки, особливо враховуючи трагедію з екіпажем «Союза-11», яка відбулася всього за місяць до цього, на випадок теоретично можливої розгерметизації корабля, було прийнято рішення підстрахуватися скафандрами. Незадовго до скидання дверей модуля наукових приладів екіпаж «Аполлона-15» здійснив проміжну корекцію траєкторії польоту № 4 (насправді, це була друга корекція з чотирьох запланованих по дорозі до Місяця). Маршовий двигун командно-службового модуля був увімкнений за допомогою лише контуру «В» на 0,91 с, що додало до швидкості корабля 1,65 м/с. У цей час відстань до Місяця становила близько 23 000 км, швидкість — 1,211 км/с. Після корекції траєкторії астронавти наділи шоломи та рукавиці і перевірили герметичність скафандрів. Двері були скинуті шляхом підриву пірошнура по всьому їх периметру і ще декількох зарядів для того, щоб відштовхнути їх від корабля. Поштовх під час скидання дверей модуля наукових приладів був ледь відчутним. Після польоту Девід Скотт рекомендував відмовитися від практики одягання скафандрів у такі моменти в наступних експедиціях, хоча визнавав, що для нього та Ірвіна це було хорошим тренуванням, яке зекономило їм час у день посадки на Місяць, тому що раніше вони не одягали скафандрів у невагомості.
Астронавти почали підготовку до головної події дня — увімкнення маршового двигуна на гальмування і переходу на орбіту штучного супутника Місяця. Це повинно було відбутися над зворотним боком, коли з кораблем не буде ніякого зв'язку. У 78 год 23 хв 31 с польотного часу «Аполлон-15» сховався за західним краєм диску Місяця, у цей момент він перебував у 543 км від його поверхні, його швидкість становила 2,324 км/с. Якщо б маршовий двигун не спрацював, корабель знову вийшов би на зв'язок уже через 23 хвилини і, за умови додаткової корекції, ліг би на зворотній курс до Землі. У 78 год 31 хв 49 с польотного часу основний двигун командно-службового модуля був увімкнений за допомогою лише контуру «В». Через 5 с у ручному режимі був підключений і контур «А». Рівно через 6 хвилин після запалювання він був вимкнений, і далі двигун працював тільки на контурі «В». Всього вмикання двигуна продовжувалося 6 хв 38 с, швидкість корабля зменшилася на 914,4 м/с. «Аполлон-15» вийшов на навколомісячну орбіту з апоселенієм 313 км та периселенієм 109,3 км. Через 33 хвилини після втрати сигналу зв'язок відновився, і Скотт доповів, що «Індевор» із вантажем вийшов на позицію. За словами командира, види були просто фантастичними. Девід Скотт описав свої враження словами: «Цей перший проліт над зворотним боком — у мене просто дах знесло! Нічого робити було неможливо — тільки пильно дивитися в святобливому трепеті».

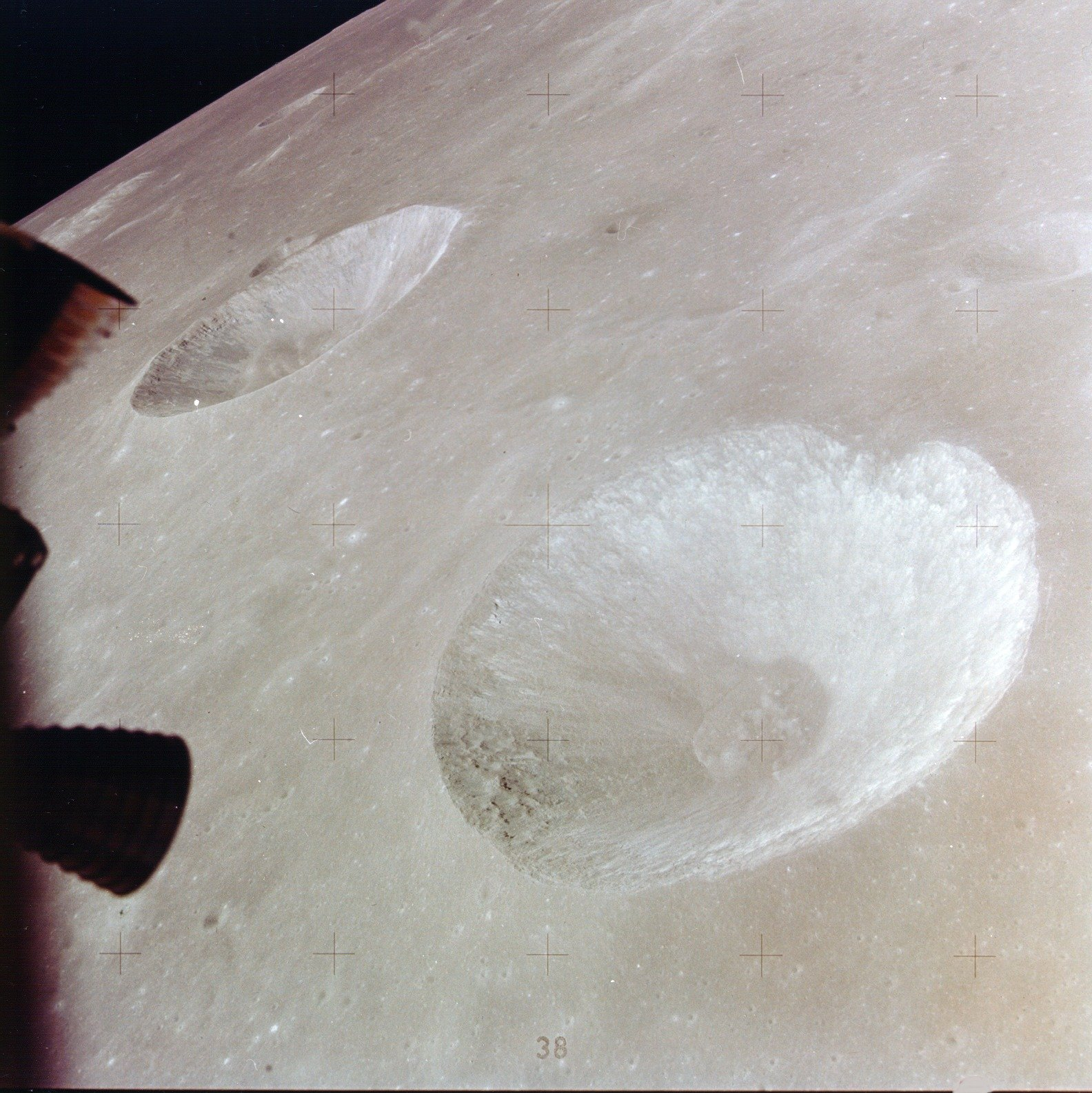
Кратери Кармайкл (місячний кратер) (на передньому плані) та Хілл. Зліва у кадрі — двигуни системи орієнтації «Фалкона». Фото зроблено Девідом Скоттом

Протягом першого витка, під час польоту над освітленою півкулею Місяця, астронавти фотографували підряд всі примітні деталі поверхні та докладно описували Х'юстону все, що бачили. «Аполлон-15» вийшов на навколомісячну орбіту, яке мала велике схилення, орбіти всіх попередніх «Аполлонів» пролягали поблизу екватора. Тому Скотт, Ворден та Ірвін бачили те, що з такої близької відстані до них не бачив ніхто. Коли корабель пролітав над морем Криз, Скотт повідомив, що колір поверхні варіюється від білого до темно-сірого з великою кількістю проміжних відтінків сірого. Ніяких відтінків коричневого кольору, за словами Скотта, астронавти доки не помітили. На підльоті до моря Ясності командир передав, що воно виглядає, як океан, але, тим не менш, видно гори на його дальньому краю. У цьому місці «Аполлон-15» перебував поблизу апоселенію своєї теперішньої орбіти, на висоті близько 315 км (точка периселенію розташовувалася над зворотним боком Місяця). Тому звідси астронавти могли охопити зором всю поверхню Моря Ясності з його окраїнами. Прямо під собою вони бачили Тавричні гори, а вдалині — Гемські гори на південному-заході та Кавказ на північному заході. Поки вони описували Х'юстону ландшафти Моря Ясності, третій ступінь їх ракети-носія (S-IVB) врізався у поверхню Місяця в точці з координатами 1,0° пд. ш. та 11,87° зх. д., поза зоною видимості астронавтів. Це місце розташоване в 188 км на північний схід від району посадки «Аполлона-14» і в 355 км на північний схід від району посадки «Аполлона-12». Сейсмометри, встановлені там астронавтами попередніх експедицій, зафіксували удар через 37 і 55 с відповідно. Швидкість поширення сейсмічних хвиль становила в першому випадку 5,08 км/с, у другому — 6,45 км/с.
Побачити місце своєї майбутньої посадки Скотт та Ірвін на перших витках не могли, воно було в темряві, Сонце ще не вийшло з-за Апеннін. Одразу після виходу на місячну орбіту екіпаж почав експерименти з використанням апаратури модуля наукових приладів. Для цього корабель за допомогою двигунів системи орієнтації був обернений так, щоб модуль наукових приладів був направлений у бік Місяця. Астронавти увімкнули спектрометр гамма-променів та детектор альфа-частинок. Через чотири години перебування на місячній орбіті, у кінці другого витка, астронавти здійснили маневр переводу корабля на орбіту зниження (англ. descent orbit insertion). До «Аполлона-12» включно цей маневр здійснював лише місячний модуль, уже відстикований від командно-службового, після чого виконувалося зниження та посадка. Починаючи з «Аполлона-14», на орбіту зниження виводилася уже вся зв'язка командно-службового та місячного модулів, що давало змогу значно економити паливо у баках посадкового ступеня місячного модуля та збільшувати корисне навантаження. На 82 год 39 хв 48 с польотного часу над зворотним боком Місяця, поза зоною радіовидимості, за допомогою лише контуру «В» був увімкнений маршовий двигун командно-службового модуля. За розрахунками, він повинен був відпрацювати 24,5 с. Найменше запізнення вимкнення двигуна було недопустимим, оскільки могло загрожувати зіткненням корабля з Місяцем. Тому Девід Скотт сидів із секундоміром у руках, який відраховував час з точністю до 0,1 с, готовий у потрібний момент увімкнути двигун. Він вимкнув його вручну вчасно, однак комп'ютер його трохи випередив. Як розповідав на післяпольотному опитуванні Альфред Ворден, який стежив під час маневру за показами приладів, стрілка індикатора тиску в камері згоряння впала до нуля на мить швидше, ніж командир клацнув перемикачем. Двигун відпрацював рівно 24 с, що зменшило швидкість корабля на 65,2 м/с. «Аполлон-15» вийшов на еліптичну орбіту зниження 108,9 км на 17,6 км. Маневр був здійснений у периселенії попередньої орбіти, тепер це місце стало апоселенієм нової. А периселеній орбіти зниження опинився приблизно в 460 км на схід від Хедлі, у місці, звідки наступного дня «Фалкон» почне зниження на місячну поверхню.

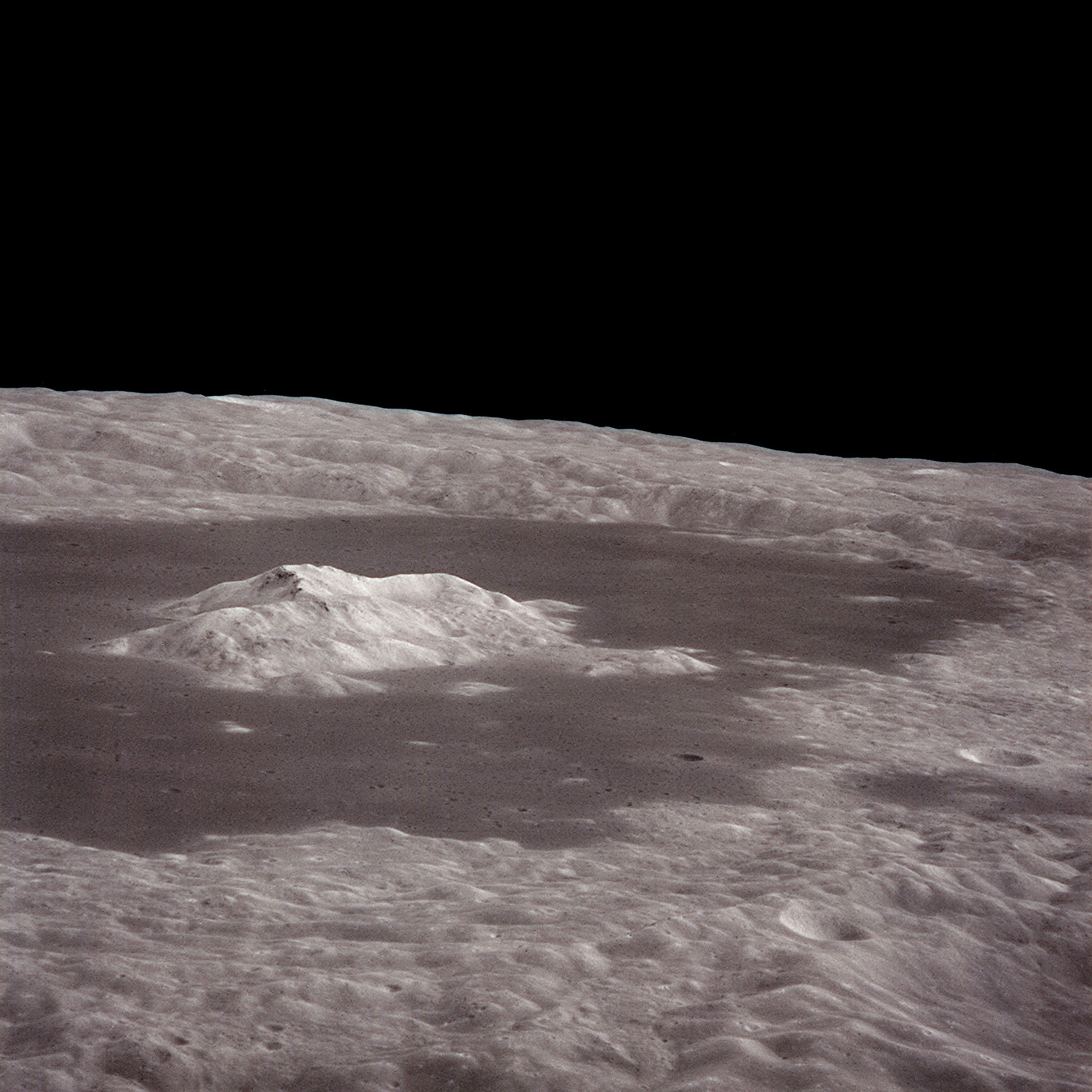
Ціолковський (кратер)

Коли корабель показався з-за диска Місяця і зв'язок відновився, Скотт доповів Х'юстону, як пройшло вмикання двигуна, і розповів, що на всіх величезне враження справив Кратер Ціолковський на зворотному боці Місяця з його показною центральною гіркою. Під час підльоту до Апеннін, поблизу переселенію орбіти, оператор зв'язку (англ. CapCom — Capsule Communicator) Карл Хенайз запитав, чи достатньо висоти, щоб не зачепити гори. Джеймс Ірвін відповів: «Ми всі зажмурилися і підібгали ноги». Апенніни височіли майже на чверть висоти орбіти, і відчуття швидкості посилювалося за рахунок близькості корабля до поверхні. Поблизу апоселенію поточної орбіти «Аполлона-15» місячна поверхня переміщувалася під кораблем доволі повільно, з кутовою швидкістю 0,1° за секунду, у той час як у периселенії вона рухалася зі швидкістю понад 5° за секунду (для порівняння, кутовий діаметр місячного диска, видимого із Землі, дорівнює приблизно 0,5°).
На високому відрізку орбіти астронавти провели перший сеанс зйомки на картографуючу та панорамну камери і увімкнули спектрометр гамма-променів та мас-спектрометр, які висувалися з модуля наукових приладів на довгих 7-метрових виносних стрілах. На черговому витку, під час прольоту над Апеннінами поблизу периселенію Скотт повідомив у Х'юстон, що місячні гори зовсім не схожі на земні, немає загострених пік та обривів, вершини округлі, хоча вони іноді і відкидають гостроверхі тіні. Він додав, що освітлені Сонцем схили гір, відбиваючи світло, трохи підсвічують поки темну рівнину, і тому каньйон Хедлі Рілл можна розрізнити з орбіти. Приблизно за годину до завершення цього робочого дня Скотт поцікавився у Х'юстона, чи потрібно буде наступного дня виконувати корекцію орбіти зниження. Карл Хенайз відповів, що, скоріш за все, ні. За його словами, дані наземної служби стеження показували, що в поточний момент параметри орбіти становлять 107,7 км на 16,8 км, а наступного дня вони, згідно з розрахунками, становитимуть 108,5 км на 16,1 км (однак в 1960-х роках гравітаційне поле Місяця було ще недостатньо добре вивченим. Було відомо, що воно є неоднорідним і що існують локальні концентрації маси, так звані маскони, які збігаються, в основному, з великими басейнами ударного походження, на зразок Моря Дощів, Моря Криз, Моря Ясності та Моря Східного. Вони впливають на космічні апарати, змінюючи параметри їхніх орбіт. Але жоден космічний корабель ще не літав по тій орбіті, по якій летів «Аполлон-15». Тому розрахунки балістиків виявилися не зовсім точними). Скотт запитався також про нахил їх поточної орбіти. Хенайз відповів, що нахил відрізняється від розрахункового на 0,37 км в точці майбутнього початку зниження на місячну поверхню (не уточнивши, однак, у який бік відхилялася орбіта, на південь чи на північ). Він запевнив Скотта, що маневр виходу на навколомісячну орбіту був здійснений екіпажем бездоганно. При цьому Хенайз вперше розповів, що розрахунки вектора орієнтації корабля перед гальмуванням і виходом на місячну орбіту були виконані на Землі з невеликою похибкою, яка була скорегована при переході на орбіту зниження.

## Посадка
30 липня 1971 року, на 5-й день польоту, Центр керування польотами розбудив астронавтів на 13 хв раніше, ніж це було заплановано. Телеметрія показувала, що за декілька годин параметри орбіти сильно змінилися. Тепер вони становили 108,8 км на 14,1 км. При цьому спеціалістів у Х'юстоні непокоїло те, що не був точно відомий радіус Місяця в районі посадки, похибка висоти орбіти в точці периселенію могла становити ±2750 м. На наступному, 9-му витку, астронавти здійснили з борта корабля заплановану телетрансляцію. Подивитися її в Х'юстон приїхали дружини Девіда Скотта та Джеймса Ірвіна, командир «Аполлона-11», перша людина, яка ступила на Місяць, Ніл Армстронг і доктор Вернер фон Браун. Близько 14 хвилин Альфред Ворден, який тримав телекамеру, показував та коментував ландшафти західної окраїни Моря Ясності і передгір'їв Апеннін. Над районом майбутньої посадки, у периселенії, «Аполлон-15» опинився вже на висоті всього 13,9 км. Вордену вдалося показати гору Хедлі Дельта і каньйон Хедлі Рілл протягом всього декількох секунд, тому що поверхня знизу проносилася з кутовою швидкістю майже 7° за секунду.
У кінці цього ж витка, коли корабель перебував над зворотним боком Місяця, за допомогою 20-секундного вмикання двигунів системи орієнтації «Індевора» була проведена корекція орбіти зниження. Після маневру параметри орбіти становили 109,9 км на 19,1 км. На 10-му витку Скотт уперше оглянув район майбутньої посадки за допомогою бортового телескопа і доповів, що поверхня виглядає достатньо рівною, великих скель або валунів він майже не бачить, їх багато тільки на дні та на стінках каньйону.
На початку 11-го витка Джеймс Ірвін, а за ним і Девід Скотт, перейшли у місячний модуль та активували все його системи. На початку 12-го витка, коли корабель перебував за диском Місяця, вони здійснили спробу розстикування.
Але після відновлення зв'язку із Землею Скотт доповів, що розстикування не вдалося. Аналіз телеметричної інформації показав, що до стикувального механізму не надходить сигнал на відведення защіпок. Ймовірно, причиною цього міг бути поганий контакт у штекері електросистеми. Пілот командного модуля Альфред Ворден наддув перехідний тунель, відкрив люк та роз'єднав і знову з'єднав усі штекери. Телеметрія на Землі показала, що проблема вирішена. Після повторної спроби кораблі розстикувалися. Це відбулося з запізненням на 25 хв 43 с, але така затримка не вплинула на графік посадки на Місяць.
Після розстикування Ворден на 1 секунду увімкнув двигуни системи орієнтації, і «Індевор» відійшов від «Фалкона». Скотт трохи розвернув місячний модуль, щоб Ворден зміг подивитися, чи правильно розкрилися опори посадкового ступеня. Під час старту із Землі та польоту до Місяця вони перебували у складеному стані. Ворден підтвердив, що з опорами все гаразд. Невдовзі він на 4 секунди увімкнув маршовий двигун та перевів «Індевор» на майже колову орбіту висотою 120,8 км на 101,5 км. Цей маневр був необхідним на випадок виникнення аварійної ситуації, екстреного переривання зниження місячного модуля та зльоту його злітного ступеня без посадки — тоді стикування краще проводити на коловій орбіті висотою близько 111 км. На 13-му витку Альфред Ворден у командному модулі за допомогою скануючого телескопа здійснив відстеження орієнтира в районі посадки, кратера Індекс, поряд із яким розташовувалося заплановане місце примісячення «Фалкона». Ці спостереження та їх результати були потрібні для уточнення координат місця посадки, точнішого розрахунку орбіт обох кораблів та обновлення даних у системі наведення «Фалкона».

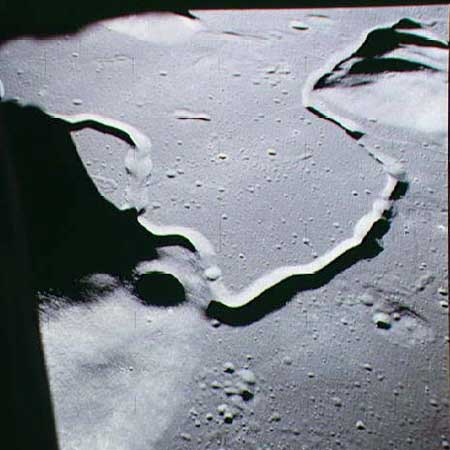
Район посадки «Аполлона-15». Знімок зроблено з кабіни місячного модуля за один виток до примісячення. У лівому нижньому куті — гора Хедлі Дельта з кратером Св. Георга. Знизу в центрі — Південне Скупчення кратерів. Від нього по діагоналі направо вверх — Північний Комплекс. Місце посадки — приблизно посередині між ними

На 14-му витку (з моменту запуску минуло 104 год 30 хв 12 с, а з часу підйому екіпажу цього дня — майже 11 годин) був увімкнений двигун посадкового ступеня «Фалкона». Через 95 с після цього в комп'ютер системи наведення та навігації були введені уточнені дані. Це змістило очікувану точку посадки на 85 м на захід, далі по курсу. Через три хвилини комп'ютер розвернув «Фалкон» так, що тепер він летів опорами посадкового ступеня вперед, а ілюмінатори були повернуті «вгору», у протилежний від Місяця бік. У такому положенні посадковий радар міг «захопити» поверхню. Скотт доповів висоту і швидкість, підтвердивши, що комп'ютер отримує від радара прийнятні дані. Через 6 хвилин після увімкнення двигуна «Фалкон» вже летів на відстані 9000 м від поверхні, а через 7,5 хвилин пролетів над місячними Апеннінами на висоті 6700 м. На висоті близько 2700 м, коли у лівому командирському ілюмінаторі було видно верхню частину гори Хедлі Дельта (висотою близько 3350 м), у екіпажу з'явилося відчуття повільного руху вперед. Через положення і переміщення місячного модуля відносно гори Скотту та Ірвіну здалося, що «Фалкон» перелетить далі очікуваної точки посадки. На висоті трохи більше 2400 м Х'юстон повідомив Скотту, що очікуване місце посадки, за уточненими даними, розташовується на 915 м південніше (лівіше по курсу) від початково запланованої цілі. Невдовзі після цього, і через 9 хв 22 с після вмикання двигуна посадкового ступеня, комп'ютер перейшов до виконання програми заходу на ціль. «Фалкон» на висоті трохи більше 2100 м розвернувся у вертикальне положення. До цього моменту пілотування місячного модуля «Аполлона-15» здійснювалося майже так само, як і під час попередніх польотів на Місяць.
Заключний етап посадки відрізнявся тим, що була вибрана крутіша траєкторія — 25° замість 14°. Це давало більшу свободу маневру на ділянці гальмування, яка пролягала над гірським хребтом, забезпечувало кращий огляд після розвороту місячного модуля у вертикальне положення і точніший контроль над змінами в наведенні на ціль у ручному режимі.
Побачивши район майбутньої посадки з близької відстані та порівнявши свою позицію в просторі з розташуванням Південного Скупчення і тем місцем, де каньйон Хедлі Рілл робить крутий згин біля підніжжя гори Хедлі Дельта, Скотт зрозумів, що корабель, дійсно, відхиляється на південь. Щоб скорегувати наведення на ціль, Девід Скотт дивився під певними кутами, які йому постійно повідомляв Джеймс Ірвін, на спеціальні мітки, нанесені на внутрішнє і зовнішнє скло його ілюмінатора. Дивитися потрібно було так, щоб внутрішня і зовнішня мітки збігалися. Тоді командир, як у прицілі, бачив те місце, куди автопілот веде корабель. З допомогою рукоятки маніпулятора в комп'ютер можна було ввести нове завдання, змінивши вказівник вправо, вліво, назад або вперед. Скотт, як і підказував Х'юстон, виконав корекцію вправо, на північ. Але проблема була в тому, що він бачив дуже мало деталей поверхні, які б чітко виділялися, кидалися б в очі. Крім гори Хедлі Дельта, каньйону Хедлі Рілл та Південного Скупчення кратерів інших таких деталей навіть при низькому ранньому Сонці практично не було. Перед польотом астронавти ретельно вивчали фотокарти, багато часу провели на тренажерах і навіть тренувалися на рельєфному макеті району висадки, розміром близько 5 × 5 м. Але карти і макет були зроблені на основі фотографій, переданих космічними апаратами Лунар орбітер (англ. Lunar Orbiter). А вони мали не дуже високу роздільність — було видно деталі розміром понад 20 мв. Покращуючи ці фото, спеціалісти перестаралися і зробили рівнину Хедлі рельєфнішою, ніж вона виявилася насправді.

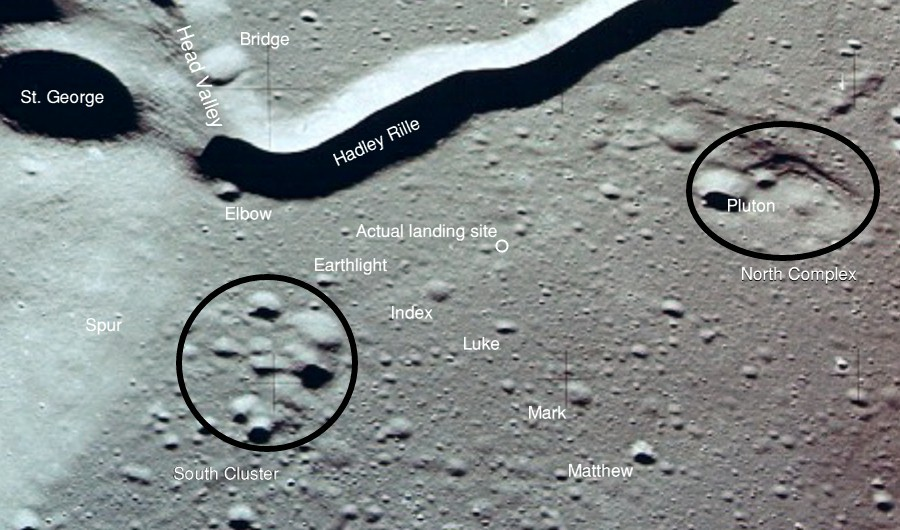
Місце фактичної посадки «Аполлона-15» відмічене маленьким білим колом

Скотт шукав чотири кратера, які розташовувалися на одній прямій лінії — кратери Матвій, Марк, Лука та Індекс (англ. Matthew, Mark, Luke and Index). Місце посадки, визначене ще на Землі, розташовувалося поряд із кратером Індекс. Але Скотт не бачив жодного з цих чотирьох кратерів. Утім, у випадку з «Аполлоном-15» точність посадки не мала такого вирішального значення, як під час польоту «Аполлона-12». Тоді Чарльзу Конраду та Алану Біну було необхідно посадити свій місячний модуль якомога ближче до космічного апарата «Сервеєр-3», що і було досягнуто. При тій мобільності, яку Скотту та Ірвіну давав перший «Місячний Ровер», який вони везли із собою на Місяць, промах у декілька сотень метрів дорівнював би всього кільком додатковим хвилинам їзди.
На висоті близько півтори тисячі метрів командир побачив два не дуже глибоких кратери, один із яких він ідентифікував, як кратер Салют (англ. Salyut Crater) (названий американцями на честь радянської орбітальної станції «Салют»). Була виконана ще одна корекція, щоб «Фалкон» міг сісти трохи на північний захід від кратера Салют.
Всього на заключному етапі посадки Скотт вручну виконав 18 таких корекцій, які в результаті перемістили місце посадки на 338 м ближче по курсу і на 409 м на північ (вправо по курсу).
Рівне місце для посадки було вибране Скоттом приблизно на висоті 610 м, на висоті трохи більше 120 м він перейшов на ручне управління. У цей момент вертикальна швидкість місячного модуля становила 4,3 м/с. Тепер Ірвін постійно повідомляв командиру не кути, а покази висотоміра та вертикальну швидкість. На висоті трохи більше 60 м Скотт почав вручну зменшувати вертикальну швидкість.
Вона знизилася до 3,35 м/с. На висоті 45 м — до 1,8 м/с. У цей момент корабель почав входити у хмару пилу, який здійнявся з поверхні. Скотт доповів: «ОК. У мене — пил». На висоті близько 18 метрів видимість впала практично до нуля, вертикальна швидкість знизилася до 0,9 м/с. З висоти 6 метрів до 2,4 метрів «Фалкон» знижувався на швидкості 0,3 м/с. У цей момент Ірвін закричав: «Контакт!» Скотт майже миттєво вимкнув двигун посадкового ступеня. Ще 1,2 с корабель перебував у вільному падінні, вертикальна швидкість при цьому збільшилася до 2 м/с. (До нижньої частини трьох із чотирьох опор посадкового ступеня місячного модуля кріпилися тонкі щупи довжиною 2,4 м. Якщо хоча б один із них торкався поверхні, на панелі управління загорявся синій сигнал «Контакт». Коли місячний модуль вставав на ґрунт, щупи просто ламалися).

«Фалкон» відчутно вдарився об поверхню, він був суттєво важчим від усіх попередніх місячних модулів. З усіх шести посадок «Аполлонів» ця була найжорсткішою. Вона відбулася о 22:16:29 UTC, з моменту вмикання двигуна посадкового ступеня місячного модуля минуло 12 хв 21,7 с. Скотт доповів у ЦУП: «ОК, Х'юстон, „Фалкон“ — на рівнини біля Хедлі». Пізніше Ірвін так згадував про момент посадки:
Загорівся індикатор, і я закричав: «Контакт!» Дейв миттю натиснув кнопку і заглушив двигун. Далі ми ніби провалилися, вдарилися, стукнулися досить сильно. Я сказав «Бем!» Але в деяких газетах написали, що я сказав «чорт» (англ. damn). Для мене це було найжорсткішою посадкою в житті. Потім ми нахилилися і трохи перевалилися набік. Це був страшний удар з наступним вертикальним і боковим рухом. Все затряслося, і я подумав, що всі прилади зараз відваляться. Я був впевнений, що щось зламалося, і ми опинилися в ситуації, коли потрібно негайно переривати місію та аварійно злітати… Ми завмерли і чекали, коли на Землі оцінять стан усіх систем. Вони повинні були сказати нам, чи залишаємося ми, чи ні.
Як тільки астронавти отримали дозвіл залишитися, вони поплескали один одного по плечах, вітаючи з успішною посадкою. Місячний модуль став на ґрунт із нахилом назад на 6,9° і вліво на 8,6°, загальний нахил становив близько 11°. Невикористаного палива в баках ступеня залишилося 478,5 кг, його вистачило б на 103 с зависання. Астронавти ще не знали, що вони сіли на 548 м на північний захід від запланованого місця посадки.

## Оцінка польоту
Хоча протягом польоту «Аполлона-15»" до Місяця виникло декілька технічних проблем (коротке замикання в системі керування основним двигуном, вихід з ладу конденсатора в таймері польотного часу, розбите скло висотоміра у місячному модулі, витік води в командному модулі), місія була оцінена спеціалістами, як штатна. Усі цілі, поставлені перед ракетою-носієм та космічним кораблем, були досягнуті:
- Запуск зі злітним азимутом у діапазоні 80—100° та виведення третього ступеня з космічним кораблем на задану колову навколоземну орбіту очікування.
- Повторний запуск двигуна третього ступеня під час другого або третього витків та виведення його разом із космічним кораблем на заплановану траєкторію польоту до Місяця.
- Забезпечення необхідної орієнтації третього ступеня та космічного корабля під час перестроювання відсіків, стикування з місячним модулем та витягування його з третього ступеня.
- Здійснення маневру відходу командно-службового та місячного модулів від третього ступеня.
- Зіткнення третього ступеня з місячною поверхнею в межах 350 км від точки з координатами 3,65° пд. ш. 7,58° зх. д.
- Визначення точки падіння третього ступеня з точністю до 5 км і часу падіння з точністю до однієї секунди.
- Попереднє скидання залишків газів та палива з баків третього ступеня[36].

## Вплив на космонавтику
NASA назвало політ «Аполлона-15» найуспішнішим з усіх виконаних пілотованих польотів. у грудні 1971 року, була підготовлена розгорнута доповідь, у якій, зокрема, були зроблені такі висновки:
- Місія «Аполлона-15» продемонструвала, що в результаті збільшення об'ємів використаних матеріалів та встановлення наукових приладів командний та службовий модулі стали ефективними засобами збору наукової інформації. Дані, які передавалися в режимі реального часу, дали вченим разом із астронавтами змогу брати участь у прийнятті рішень для максимізації наукових результатів[38];
- Політ показав, що модифіковані ракета-носій та космічний корабель можуть доставляти набагато більше вантажів, ніж раніше, а покращена система забезпечення життєдіяльності — безпечно збільшувати час перебування на Місяці;
- Огляд місця примісячення був покращений за рахунок використання крутішої траєкторії посадки.

У доповіді Президента США по аеронавтиці та дослідженню космічного простору за 1971 рік було відмічено, що можливості місій «Аполлонів» значно виросли у порівнянні з посадкою «Аполлона-11» у липні 1969 року. Тривалість місії збільшилася з 8 до 12 діб. Астронавти «Аполлона-11» перебували на поверхні Місяця 21,6 год і здійснили один вихід на поверхню, який тривав 2,5 год, не відходячи від місячного модуля далі, ніж на 61 м. Екіпаж «Аполлона-14» за 33 години перебування на Місяці 9 годин провів поза місячним модулем, віддаляючись від нього майже на кілометр. Місія «Аполлона-15» стала стрибком у дослідницьких можливостях. Астронавти провели 67 годин на Місяці, здійснили три подорожі, які тривали в цілому понад 18 годин. Вони подолали відстань понад 27 км і віддалялися від місячного модуля більше, ніж на 5,5 км
«Аполлон-15» став останньою місією в рамках програми «Аполлон», у ході якої ставилися і були успішно вирішені принципово нові інженерно-технічні задачі. У результаті першої висадки на Місяць астронавтів «Аполлона-11» Ніла Армстронга та Едвіна Олдріна було практично доведено, що посадка можлива і що люди можуть перебувати на поверхні Місяця та виконувати корисну роботу. Екіпаж «Аполлона-12», Чарльз Конрад та Алан Бін, показав, що посадку на Місяць можна здійснювати з дуже великою точністю і що люди можуть працювати на її поверхні без будь-яких проблем по декілька годин підряд. Астронавти «Аполлона-14» Алан Шепард та Едгар Мітчелл продемонстрували, що люди на Місяці можуть долати пішки доволі значні відстані і що їм цілком під силу самостійно повернутися до свого корабля, у випадку поломки майбутніх місячних транспортних засобів. Екіпаж «Аполлона-15» успішно випробував сам цей транспортний засіб, «Місячний Ровер», і довів, що астронавти можуть перебувати на Місяці тривалий час, до трьох діб, а в перспективі й довше, і що неперервно працювати на поверхні можна до 8 годин. Таким чином, була практично підтверджена можливість створення на Місяці постійно діючих заселених баз.

## «Аполлон-15» в масовій культурі
Польоту «Аполлона-15» цілком присвячена одна із серій 12-серійного телесеріалу «Із Землі на Місяць» 1998 року. Автором сценарію та одним із продюсерів є Том Генкс. Разом із ним продюсерами серіалу стали: Браян Грейзер, Рон Говард та Майкл Бостик. Том Хенкс також у всіх серіях, крім останньої (хоча в ній він також з'являється), грає головну роль розповідача, який представляє кожну серію. 10-та серія, яка розповідає про політ «Аполлона-15», називається «Галілео був правий» (англ. Galileo was Right).